# Inga martinicensis
Inga martinicensis là một loài rau đậu thuộc họ Fabaceae.
Loài này chỉ có ở Martinique.